# Phlaeothrips denticauda
Phlaeothrips denticauda är en insektsart som beskrevs av Hermann Priesner 1914. Phlaeothrips denticauda ingår i släktet Phlaeothrips, och familjen rörtripsar. Enligt den finländska rödlistan är arten otillräckligt studerad i Finland. Arten är reproducerande i Sverige. Artens livsmiljö är lundskogar.